# جيا بيركنز
جيا بيركنز (بالإنجليزية: Jia Perkins)‏ مواليد 23 فبراير 1982، هي لاعبة كرة سلة أمريكية. بدأت مسيرتها الاحترافية في سنة 2004. تم اختيارها من قبل فريق شارلوت ستينغ خلال الدرافت. تلعب مع مينيسوتا لينكس في دوري الاتحاد الوطني لكرة السلة النسائية. وتحمل الرقم 7.

## المسيرة الاحترافية
لعبت مع شارلوت ستينغ في موسم 2004–2005، ثم لعبت مع شيكاغو سكاي من سنة 2006 إلى 2010، ثم لعبت مع نادي غلطة سراي لكرة السلة للسيدات في موسم 2009–2010، ثم لعبت مع سان أنطونيو ستارز من سنة 2011 إلى 2015، ثم لعبت مع مينيسوتا لينكس في سنة 2016.

## إحصائيات المسيرة
المصدر

## روابط خارجية
- جيا بيركنز على موقع الاتحاد الدولي لكرة السلة (الإنجليزية)
- جيا بيركنز على موقع الاتحاد الوطني لكرة السلة النسائية (الإنجليزية)
- جيا بيركنز على موقع كرة السلة الأوروبية.كوم (الإنجليزية)
- جيا بيركنز على موقع كلية كرة السلة في سبورتس رفرنس.كوم (الإنجليزية)
- جيا بيركنز على موقع بروبوليرز (الإنجليزية)
- جيا بيركنز على موقع سبورتس رفرنس (الإنجليزية)